# Ingleside
Ingleside é uma cidade localizada no estado norte-americano do Texas, no Condado de Nueces e Condado de San Patricio.

## Demografia
Segundo o censo norte-americano de 2000, a sua população era de 9388 habitantes.
Em 2006, foi estimada uma população de 9357, um decréscimo de 31 (-0.3%).

## Geografia
De acordo com o United States Census Bureau tem uma área de
37,6 km², dos quais 37,3 km² cobertos por terra e 0,3 km² cobertos por água.

## Localidades na vizinhança
O diagrama seguinte representa as localidades num raio de 12 km ao redor de Ingleside.